# Patience

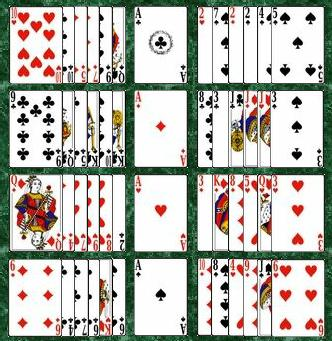
Eine Patience-Auslage

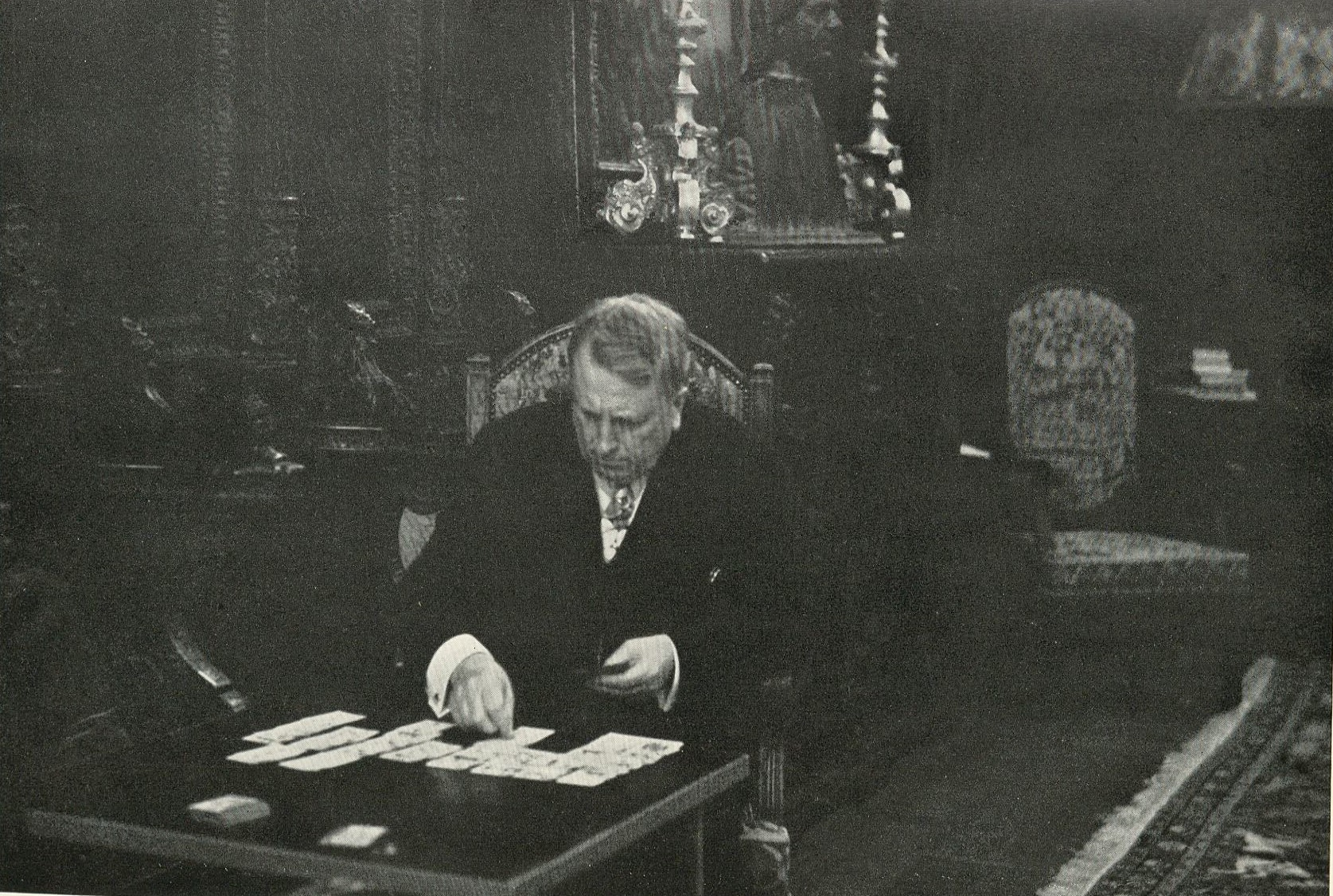
William Randolph Hearst beim Spiel

Patience [paˈsi̯ãːs] (von französisch patience ‚Geduld‘) ist ein Kartenspiel, das meist von einer Person gespielt wird. Es gibt auch Zweierpatiencen, wie die Zank-Patience. Im amerikanischen und kanadischen Englisch werden diese Spiele als Solitaire bezeichnet (nicht zu verwechseln mit dem im Deutschen bekannten Brettspiel Solitär). Es gibt auch Umsetzungen verschiedener Patiencen für den Computer oder als Mobile Apps.

## Geschichte
Der Ursprung der Patiencen ist unbekannt. Als Entstehungsgeschichte wird häufig angegeben, dass die Patiencen im 18. Jahrhundert von einem französischen Adeligen aus Langeweile erfunden wurden, der zur Zeit der französischen Revolution in der Bastille gefangen war und auf seine Hinrichtung wartete. Von hier aus sollen sich die Patiencen unter den politischen Gefangenen verbreitet haben. Später soll auch Napoleon Bonaparte regelmäßig Patiencen gelegt haben, um den Ausgang der Schlachten vorherzusehen. Durch französische Emigranten wurde das Spiel dann im späten 18. und im 19. Jahrhundert weltweit verbreitet.
Alternativ entstand das Spiel wahrscheinlich in Deutschland im 18. Jahrhundert und breitete sich dann nach Frankreich aus, wo es sehr beliebt war und wo zahlreiche Patiencen und französische Begriffe und Namen entstanden sind. Auch die Bedeutung von Napoleon, der Namensgeber für einige Patiencen ist, wird dabei in Zweifel gezogen; er hat wahrscheinlich regelmäßig Whisthände ausprobiert und allein gespielt. Eine der ältesten Sammlungen von Patiencespielen stammte von Lady Adelaide Cadogan, die 1870 ihr Buch Many of Lady Cardogan’s solitaire games und später ihre Illustrated Games of Solitaire herausbrachte.
Obwohl diese Verbindung von Vorhersage mit dem Patiencespiel häufig vorkommt, haben Patiencen nichts zu tun mit dem von Wahrsagern praktizierten Kartenlegen, bei dem durch die Nutzung von Karten die Zukunft prophezeit werden soll.

## Karten und Spielweise

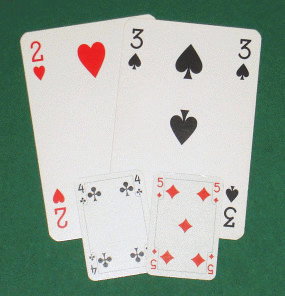
Patience-Karten im Vergleich zu normalen Spielkarten

Zum Legen von Patiencen werden überwiegend ein oder zwei einfache Kartenspiele zu je 52 Karten verwendet (Kartenwerte von Ass bis zum König); ein einfaches Spiel bezeichnet dabei 52, ein doppeltes 104 Karten. Hierfür gibt es kleinere Patience-Karten, die, auf dem Tisch ausgelegt, weniger Platz einnehmen, alternativ wird ein Bridge-Blatt oder ein Rommé-Blatt ohne Joker verwendet. Einige einfache Patiencen werden auch mit einem Skat-Blatt aus 32 Karten gespielt. Mit Ausnahme sehr weniger Spiele handelt es sich um Spiele für eine Person, Ausnahmen sind etwa die Zank-Patience und einige Ableger derselben.
Die Patience beginnt mit dem Auflegen einer Figur, die abhängig von der konkreten Patience ist. Werden nicht alle Karten benutzt, bildet der Rest den Talon. Zunächst wird mit den aufgelegten Karten gespielt und wenn mit diesen kein Zug mehr möglich ist, benutzt man die Karten des Talons. Ziel fast jeder Patience ist es, alle Karten den Regeln entsprechend so lange um- oder abzulegen, bis sie in vorgegebener Reihenfolge aufeinander liegen und auf- oder absteigende Wertfolgen ergeben oder bis eine vorgegebene Figur entsteht. Die Patience ist „aufgegangen“, wenn die Zielfigur nach Nutzung aller Karten erreicht wird.
Das Spiel hängt sehr stark von der Reihenfolge der Karten im Talon ab, ist entsprechend zugleich ein Geduld- und Strategiespiel wie auch ein Glücksspiel.

## Patience-Variationen
Es gibt hunderte von Patiencen, von denen viele auch als Software existieren. Die verschiedenen Patiencen unterschieden sich vor allem durch die Startfigur und die Komplexität der Lösungswege. Viele der Patiencen haben eine lange Geschichte, andere wurden erst in den letzten Jahren vor allem für die Umsetzung als Computerspiel entwickelt.

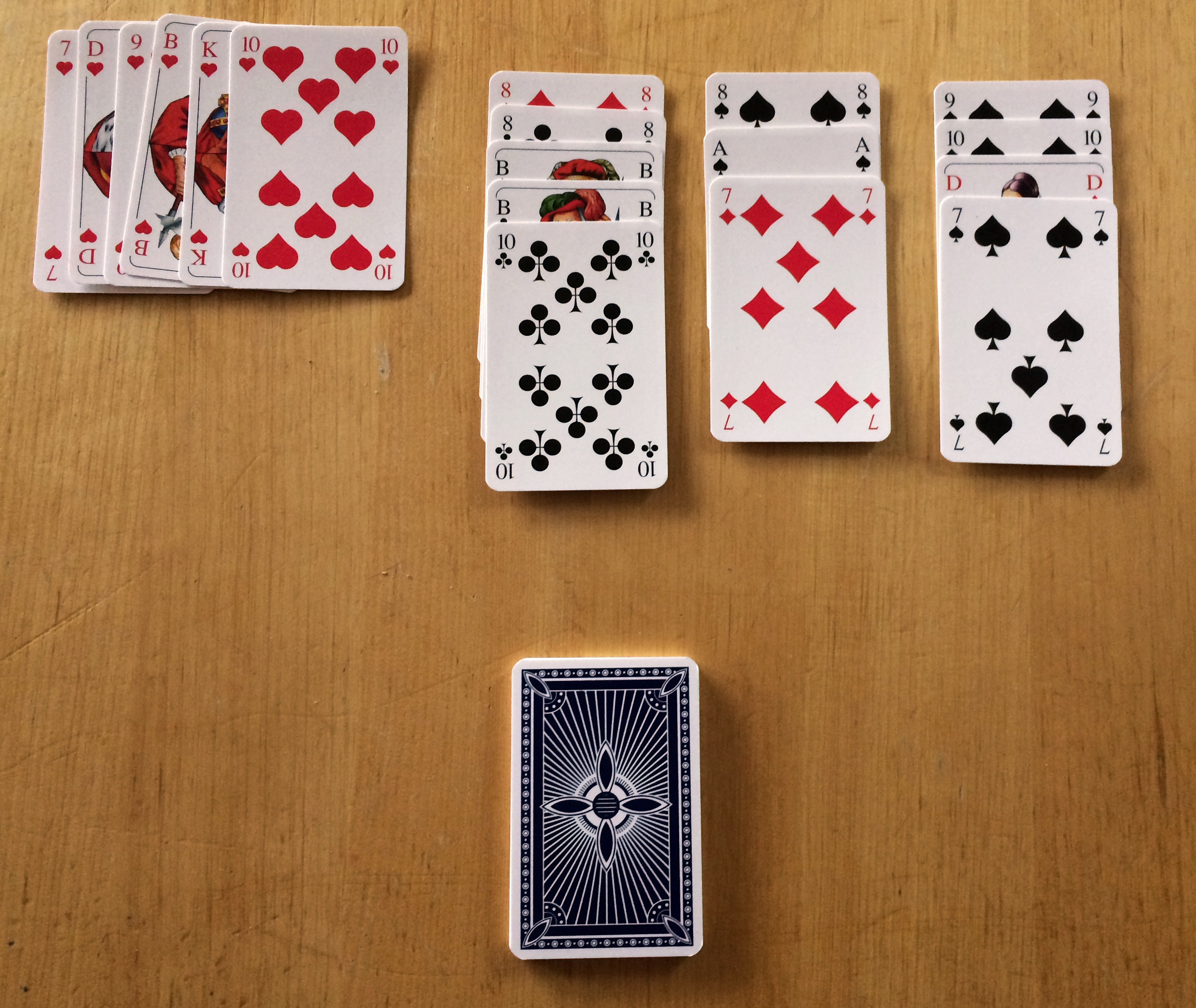
Herz zu Herz, Auslage nach der dritten Runde. Die Patience ist nicht aufgegangen, da nicht alle Herzkarten ausgelegt wurden.

Variabel
Abzähl-Patience
32 Karten
Das Quadrat
Die Acht-Päckchen-Patience
Herz zu Herz
Die Liebe
Die Jagd
Einfaches Spiel (52 Karten)
Aces up
Acht Karten
Auf Wiedersehen
Das Rad
Das Quadrat, Zudecken
Die Elf
Die Farbenelf
Die gute Dreizehn
Die Hochzeit
Die Uhr
Dreizehn mal Vier
Fächerpatience
Der Schmetterling
Rangierpatience
Klondike oder Die kleine Harfe, bekannt als PC-Spiel namens Solitaire oder Klondike
Rot und Schwarz
Der kleine Napoleon
Königsstern
Jahreszeiten
Doppeltes Spiel (104 Karten)
Spider
Die große Harfe, Die schöne Harfe
Der Zopf
Die Königspatience
Der große Napoleon
Pas de deux (für zwei Personen)
Zank-Patience (für zwei Personen)
Verdeckte Hoffnung
Doppeltes Spiel mit Jokern (110 Karten)
Verdeckte 9er
Achter Passion
Zehner Passion

## Solitaire als Computerspiel

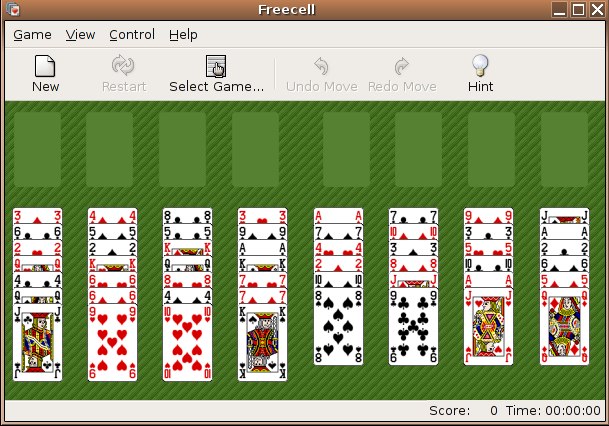
Die FreeCell-Auslage am Computer-Bildschirm

Mit Aufkommen der Computer wurden bereits sehr früh Patience-Spiele als Software umgesetzt und den Nutzern teilweise in Form von Minispielen als Teil der Standardausstattung zur Verfügung gestellt. Zu diesen Versionen gehören vor allem das Spiel FreeCell, das seit Windows 95 in Microsoft Windows enthalten ist, und das Spiel Klondike, das seit Windows 3.0 unter dem Namen Solitaire verfügbar ist. Heute gibt es zudem zahlreiche Umsetzungen als Mobile Apps für Smartphones und Tabletcomputer.
Auch das chinesische Legespiel Mah-Jongg wurde in Form von Solitaire-Spielen für das Spiel am Computer umgesetzt, wobei es trotz Nutzung der Mah-Jongg-Spielsteine eher an eine Patience als an das traditionelle Spiel angelehnt wurde. Die bekannteste Version ist das bereits 1991 entwickelte Shanghai sowie viele Ableger des Spiels.

## Belege
1. 1 2 3  Patiencen. In: Erhard Gorys: Das Buch der Spiele. Manfred Pawlak Verlagsgesellschaft, Herrsching [1979], DNB 800105184, S. 116.
2. 1 2  Vojtěch Omasta: Patience. Neue und alte Spiele. Slovart-Verlag, Bratislava 1985, OCLC 313534882, S. 8.
3. 1 2  Hugo Kastner, Gerald Kador Folkvord: Die große Humboldt-Enzyklopädie der Kartenspiele (= Humboldt-Taschenbuch. Freizeit & Hobby. Band 4058). Schlütersche Verlagsgesellschaft, Baden-Baden 2005, ISBN 3-89994-058-X, S. 249.
4. ↑  Brenda Ralph Lewis: Kartenspiele für eine Person. Edition XXL, Fränkisch-Crumbach 2011, ISBN 978-3-89736-889-7, S. 6 (Übersetzung von Andrea Meyer. Originaltitel: Card Games for One. Amber Books 2007).
5. ↑  Adelaide Cadogan: Lady Cadogan’s Illustrated Games of Solitaire or Patience. Version von 1914 (englisch) auf gutenberg.org, Buch-Scan der Originalausgabe von 1887 auf archive.org.
6. 1 2 3  Patiencen.org. Abgerufen am 2. April 2021.